# Milan-San Remo 1933
La 26e édition de la course cycliste, Milan-San Remo a eu lieu le 26 mars 1933 et a été remportée par l'Italien Learco Guerra. Il s'est imposé au sprint devant le vainqueur sortant, Alfredo Bovet et Pietro Rimoldi.

## Classement final
|    | Cycliste         | Équipe                    | Temps           |
| -- | ---------------- | ------------------------- | --------------- |
| 1  | Learco Guerra    | Maino-Clément             | 7 h 50 min 41 s |
| 2  | Alfredo Bovet    | Bianchi                   | + 0 s           |
| 3  | Pietro Rimoldi   | -                         | + 0 s           |
| 4  | Karl Altenburger | -                         | + 0 s           |
| 5  | Ludwig Geyer     | -                         | + 0 s           |
| 6  | Alfredo Binda    | Legnano-Clément           | + 1 min 56 s    |
| 7  | Antonio Negrini  | Génial Lucifer-Hutchinson | + 1 min 56 s    |
| 8  | Décimo Bettini   | -                         | + 1 min 56 s    |
| 9  | Carlo Moretti    | -                         | + 1 min 56 s    |
| 10 | Michele Mara     | -                         | + 3 min 29 s    |